# هماهنگی واکه‌ای
هماهنگی واکه‌ای ویژگی‌ای آوایی در برخی زبانها است که محدودیت‌هایی در تلفظ و گویش واکه‌ها ایجاد می‌کند. برای نمونه، این ویژگی زبانی مانع از آمدن حروف صدادار کشیده (آ-ای-او) و کوتاه (اَ-اِ-اُ) در یک واژه می‌شود؛ این بدین معنیست که در اینگونه زبانها یا باید تمام حروف صدادار یک واژه کشیده باشند یا کوتاه. مثلاً در زبان آذربایجانی و ترکی استانبولی صالِح تبدیل می‌شود به صالیح یا دانِش ← دانیش یا اَلله ← آللاه. البته این ویژگی در واژگان چندهجایی (چند سیلابی) بویژه در هجای آخر، همیشه رعایت نمی‌شود. بیشتر زبان های پیوندی این ویژگی را دارا هستند.
در مورد برخی لغات غیر ترکی که از زبانهای دیگر، بخصوص از زبانهای فارسی و عربی وارد ترکی شده، امکان دارد هماهنگی اصوات انجام نشود.
در فارسی تبدیل تلفظ پیشوند تصرفی امرساز بـِ به بـُ نوعی هماهنگی واکه‌ای است: بِخوان را با بُرو مقایسه کنید.

### کتابشناسی
- طباطبایی، علاءالدین (۱۳۹۵). فرهنگ توصیفی دستور زبان فارسی. تهران: فرهنگ معاصر. شابک ۹۷۸-۶۰۰-۱۰۵-۱۲۱-۰.